# William Hague
William Jefferson Hague, baron Hague af Richmond (født 26. marts 1961, Rotherham, Yorkshire) er en britisk politiker. Han var konservativ repræsentant for Richmond i det britiske parlament mellem 1989 og 2015 og udenrigsminister i mellem 2010 og 2014. Han er tidligere partileder for Det Konservative Parti mellem 1997 og 2001. Han var førstesekretær for staten mellem 2010 og 2015.